# The Beatles' Christmas Album
The Beatles' Christmas Album is een compilatiealbum van de Britse band The Beatles. Het album bestaat uit zeven singles die de groep tussen 1963 en 1969 uitbracht als kerstcadeau aan de leden van hun fanclub. Het album heette enkel The Beatles' Christmas Album in de Verenigde Staten, in het Verenigd Koninkrijk kwam het uit als From Then to You.

## Achtergrond
Aangezien The Beatles een grote hoeveelheid fanmail kregen, konden zij de brieven niet altijd op tijd beantwoorden. Als goedmakertje besloot de band om ieder jaar een vinylsingle naar de leden van hun fanclub te sturen. Op de singles waren veel bedankjes te horen aan "loyale Beatle-mensen". Ook stonden er korte sketches, kerstliedjes en eigen composities op de singles.
De kerstsingles van The Beatles waren lange tijd niet commercieel beschikbaar. In december 1970, enkele maanden nadat de band uit elkaar was gegaan, stuurde de Britse fanclub een compilatiealbum met alle zeven kerstopnames onder de titel From Then to You. In de Verenigde Staten kwam dit album in de lente van 1971 uit als The Beatles' Christmas Album. Het was tevens de eerste keer dat de berichten uit 1964 en 1965 beschikbaar kwamen in de VS. In de daaropvolgende jaren werden er een aantal bootlegs uitgebracht met de kerstsingles. Zo kwamen er in december 1982 twee albums uit; een bestond uit de singles die tussen 1963 en 1966 verschenen, terwijl de tweede de singles uit 1967 tot 1969 bevatte. Op 29 september 1983 zou er een album genaamd John, Paul, George and Ringo uitkomen met alle kerstsingles, maar nadat het management van de groep een rechtszaak aanspande, werd dit album nooit uitgebracht.
In december 1995 verschenen de eerste drie minuten van de single uit 1967 op de B-kant van het nieuwe nummer "Free as a Bird", dat werd uitgebracht als onderdeel van het project Anthology. Dit nummer kwam uit onder de titel "Christmas Time (Is Here Again)". Daarnaast werden fragmenten uit de singles uit 1965 en 1966 uitgebracht op het remixalbum Love. Op 15 december 2017 werden alle zeven kerstopnames officieel uitgebracht onder de titel The Christmas Records.

## Tracks

### 1963:The Beatles Christmas Record
De eerste kerstsingle van The Beatles werd opgenomen op 17 oktober 1963 en uitgebracht op 6 december van dat jaar. De single is geschreven en geproduceerd door Tony Barrow en heeft een lengte van 5:00 minuten. Op de single brachten de groepsleden het kerstlied "Good King Wenceslas" meerdere malen ten gehore. Vervolgens spraken alle groepsleden apart van elkaar een bericht in. De single werd afgesloten door het refrein "Rudolph the Red-Nosed Ringo". Een aangepaste versie werd in december 1964 naar leden van de Amerikaanse fanclub van de groep verstuurd.

### 1964:Another Beatles Christmas Record
De tweede kerstsingle van The Beatles werd opgenomen op 26 oktober 1964 en uitgebracht op 18 december van dat jaar. De single is geschreven en geproduceerd door Tony Barrow en heeft een lengte van 3:58 minuten. De single begon met een uitvoering van "Jingle Bells", gevolgd door individuele berichten aan de fans. John Lennon laat duidelijk merken dat hij uit een script voorleest; wanneer Paul McCartney vraagt of hij deze zelf had geschreven, antwoordde Lennon dat het iemands slechte handschrift is, waarbij hij het woord "handwriting" (handschrift) verkeerd uitspreekt. Ook George Harrison spreekt een aantal woorden verkeerd uit. De single eindigt met een korte uitvoering van het traditionele lied "Oh Can You Wash Your Father's Shirt?"
Another Beatles Christmas Record werd niet naar Amerikaanse fans gestuurd. Zij kregen in plaats hiervan een bewerkte versie van The Beatles Christmas Record.

### 1965:The Beatles Third Christmas Record
De derde kerstsingle van The Beatles werd opgenomen op 8 november 1965 en uitgebracht op 17 december van dat jaar. De single is geschreven door Tony Barrow en The Beatles en geproduceerd door Barrow. De single heeft een lengte van 6:20 minuten. Gedurende de single zijn meerdere valse a capella-uitvoeringen van "Yesterday" te horen. Daarnaast zingt Lennon stukjes uit de nummers "Happy Christmas to Ya List'nas" en "Auld Lang Syne"; de laatste gaat langzaam over in een imitatie van "Eve of Destruction" van Barry McGuire. Ook zingt hij "It's the Same Old Song" van Four Tops, maar wordt hij onderbroken door Harrison, die hem vertelt dat hij niet door kan gaan omdat er copyright op dat nummer zit. Tot slot leest Lennon een eigen gedicht voor, genaamd "Christmas Comes But Once a Year".
The Beatles Third Christmas Record werd, net zoals de vorige kerstsingle, niet uitgebracht in de Verenigde Staten. In plaats van een single kregen Amerikaanse fans een ansichtkaart met een foto van de groepsleden en het bericht "Season's Greetings – Paul, Ringo, George, John". Volgens het Amerikaanse Beatles-magazine kwam de tape te laat aan, zodat er geen tijd was om een kerstsingle voor te bereiden.

### 1966:Pantomime: Everywhere It's Christmas
De vierde kerstsingle van The Beatles werd opgenomen op 25 november 1966, tijdens de opnamesessies van "Strawberry Fields Forever", en uitgebracht op 16 december van dat jaar. De single is geschreven door The Beatles en geproduceerd door George Martin. De single heeft een lengte van 6:36 minuten. De single staat in het teken van pantomime en bestaat uit een aantal originele nummers en sketches. Onder meer de nummers "Everywhere It's Christmas", "Orowayna" en "Please Don't Bring Your Banjo Back" staan op de single. McCartney is te horen op de piano. De sketches kregen de namen "Podgy the Bear and Jasper" en "Felpin Mansions" mee.
Opnieuw werd de kerstsingle niet uitgebracht in de Verenigde Staten. In plaats hiervan kregen zij een ansichtkaart.

### 1967:Christmas Time Is Here Again!
De vijfde kerstsingle van The Beatles werd opgenomen op 28 november 1967 en uitgebracht op 15 december van dat jaar. De single is geschreven door The Beatles en geproduceerd door George Martin. De single heeft een lengte van 6:06 minuten. Het idee voor deze single was om een aantal groepen na te doen die auditie zouden doen voor een radioprogramma van de BBC. Het titelnummer "Christmas Time (Is Here Again)" wordt gebruikt als refrein op de single. The Beatles spelen een aantal personages, waaronder deelnemers aan een spelshow, ambitieuze muzikanten (The Ravellers, die het nummer "Plenty of Jam Jars" uitvoeren), en acteurs in een hoorspel ("Theatre Hour"). Aan het eind leest Lennon het gedicht "When Christmas Time Is Over" voor. Deze single was een eerbetoon aan "Craig Torso", een serie van bijna gelijkwaardige specials die door The Bonzo Dog Doo-Dah Band werden gemaakt voor BBC Radio 1. Ook toont de single veel gelijkenissen met het op dat moment nog onuitgebrachte nummer "You Know My Name (Look Up the Number)", dat zes maanden eerder werd opgenomen.
De Noord-Amerikaanse fans ontvingen opnieuw een ansichtkaart in plaats van een single.

### 1968:The Beatles 1968 Christmas Record
De zesde kerstsingle van The Beatles is de eerste waarop de groepsleden hun bijdragen niet tegelijk opnamen. De single werd opgenomen tussen november en december 1968 en werd op 20 december van dat jaar uitgebracht. De single is geschreven door The Beatles en geproduceerd door Kenny Everett. De single heeft een lengte van 7:48 minuten. De single is een collage van vreemde geluiden, muzikale fragmenten en individuele berichten. McCartney zingt het nummer "Happy Christmas, Happy New Year", terwijl Lennon de gedichten "Jock and Yono" en "Once Upon a Pool Table" voordraagt. Ook bevat de single een opname van "Nowhere Man" door Tiny Tim, die door Harrison in New York werd opgenomen. Daarnaast zijn een versneld fragment uit het Beatles-nummer "Helter Skelter" en een fragment uit "Baroque Hoedown" door Perrey and Kingsley te horen. In de achtergrond van de berichten zijn ook fragmenten van "Ob-La-Di, Ob-La-Da", "Yer Blues" en "Birthday" te horen.
De Amerikaanse fans ontvingen voor het eerst de kerstsingle op hetzelfde moment dat de Britse fans deze kregen.

### 1969:The Beatles Seventh Christmas Record
Alle leden van The Beatles namen wederom hun bijdragen aan hun zevende en laatste kerstsingle apart van elkaar op, aangezien de band op het punt van uiteenvallen stond. De single werd opgenomen tussen november en december 1969 en werd op 19 december van dat jaar uitgebracht. De single is geschreven door The Beatles en geproduceerd door Kenny Everett. De single heeft een lengte van 7:39 minuten. Op de single waren Lennon en zijn vrouw Yoko Ono te horen terwijl zij in hun huis Tittenhurst Park zijn. Ze spelen spelletjes, waaronder "wat zal de kerstman mij geven?" Harrison en Ringo Starr zijn slechts korte tijd te horen. Starr maakt vooral reclame voor zijn nieuwe film The Magic Christian. McCartney zingt zijn originele nummer "This is to Wish You a Merry, Merry Christmas". Ook zijn de gitaarsolo's uit "The End" opgenomen op de single en is een interview van Ono met Lennon te horen.
Het was de enige keer dat de hoezen van de Britse en de Amerikaanse versie van de single gelijk waren. Hiernaast bevatte de Amerikaanse single een uitgebreide collage van de gezichten van de groepsleden, getekend door Starr, terwijl op de achterkant van de hoes een aantal stokfiguren staan, die zijn getekend door zijn zoon Zak Starkey.